# Маринос из Тира
Маринос из Тира (грч. Μαρίνος ο Τύριος, 60. - 130.) био је грчки географ и картограф пореклом из Тира, који је живео на Родосу. Осим тога што је његова дела као изворе искористио Клаудије Птолемеј у свом делу Geographia, практично ништа се не зна о Мариносу. Поред Птолемеја, Мариноса цитира и арапски географ Ал-Масуди.
Маринос је био први који је користио „Меридијан Канарских острва“ као нулти меридијан и паралелу Родоса за мерење географске ширине. Дела која је Птолемеј користио укључују Мариносову Географију, као и његове „Исправљене географске табеле“ из 114. године. Маринос је проценио да је паралела Родоса дугачка 32.400 km, из чега је обим Земље 39.500 km, што је 2% у оквиру стварне вредности.
Неколико Мариносових мишљења наводи и Птолемеј. Маринос је био мишљења да је „Океанос“ раздвојен на источни и западни део континентима (Европом, Азијом и Африком). Он је мислио да се настањени свет простире од Туле (могуће Исланда или Шетланда) до Агисимбе (Етиопије) и од Острва благосиљаних (Канарска острва) до Шере (Кине).
Маринос је такође измислио термин Антарктик, који је био супротан арктичком кругу.